# Paul Sébillot
Paul Sébillot (Matignon, 6 de febrero de 1843-París, 23 de abril de 1918) fue un etnólogo e investigador bretón. 

## Biografía
Paul Sébillot nació en 1843 en Matignon, en lo que hoy se conoce como Côtes d’Armor en la Bretaña francesa. Y murió en París en 1918.
Fue un hombre muy polifacético: escritor, poeta, dramaturgo, pintor y etnógrafo. Por sus trabajos se convirtió en una figura fundamental en el inicio del desarrollo de la etnografía francesa.
Perteneció a una antigua y notable familia bretona de médicos desde su bisabuelo, por parte de su padre, y de notarios y terratenientes por la parte materna.  Su padre, Pierre Sébillot, fue objeto de una mención por su especial dedicación durante la epidemia de cólera de 1832 en Saint-Cast-le-Guildo y posteriormente fue alcalde de Matignon en 1848.
Después de sus estudios en el colegio público de Dinan, Paul Sébillot comenzó estudios de Derecho en Rennes y se trasladó a París en 1863 con la intención de finalizarlos, aunque los abandonó para dedicarse a la pintura, en la que estaba muy interesado. Asistió a cursos cerca de Augustin Feyen-Perrin y llegó a exponer algunas de sus obras en diversas exposiciones internacionales, como la Exposición de Londres de 1872 donde presentó un lienzo titulado «Rochers à Marée Basse». Sobre todo se dedicó a plasmar paisajes de su Bretaña natal.
Pero ya entre 1870 y 1883 dejó a un lado la pintura para dedicarse a los estudios de folclore. Aunque estando aún en el colegio había recogido leyendas haciendo preguntas a los marineros y campesinos, hasta 1881 no fundó la colección «Les Littératures Populaires de Toutes les Nations», asociado con la editorial Maisonneuve, donde él mismo publicó «La literatura oral de la Alta-Bretaña». Posteriormente también se publicarían cuentos y leyendas de la Baja Bretaña.
En esta obra aparece por primera vez el término «literatura oral», que ha sido empleado después para designar la parcela del folclore interesada en los cuentos, canciones, adivinanzas, proverbios y dichos de distintos pueblos.
En 1882 fundó junto a otros colaboradores las “Cenas de la Mamá Oca”, para intentar reunir a todos los que se preocupaban del folclore en Francia. De allí surgió la fundación de la “Sociedad de las Tradiciones Populares”.
En 1889 se organizó el Primer Congreso de Tradiciones Populares en París.
Paul Sébillot fue miembro de numerosas sociedades académicas de escritores, lingüistas, antropólogos, arqueólogos, periodistas, etnógrados y de las sociedades de estudios folclóricos de Bélgica, Gran Bretaña, Suiza, España, Portugal y Estados Unidos, entre otros.
El resto de los volúmenes de “Les Littératures Populaires de Toutes les Nations” están dedicados a otras regiones francesas y a otros países de habla o influencia gala, como La Picardie, la Gascogne, Hautes-Vosges, L’Ille-et-Vilaine, de Hungría, o de la India.

## Obras

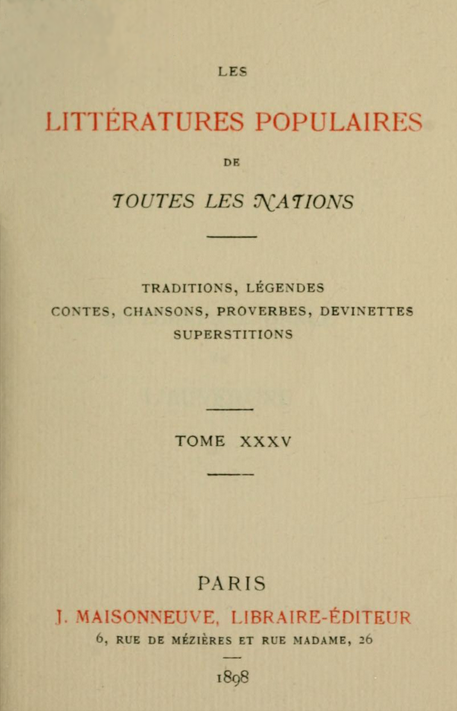
La literatura popular de todas las naciones (tomo XXXV) 1898.

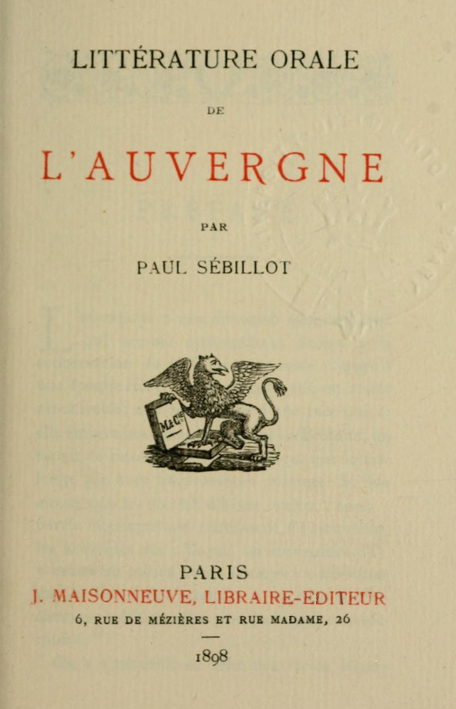
Literatura oral de Auvernia (1898).

- 1875 : La République, c’est la tranquillité
- 1876 : Essai sur le patois gallot
- 1880 : Les Traditions, superstitions et légendes de la Haute-Bretagne
- 1880 : Essai de questionnaire pour servir à recueillir les traditions, les superstitions et les légendes
- 1880 : Contes populaires de la Haute-Bretagne
- 1880 : Contes des paysans et des pêcheurs
- 1880 : Les Pendus
- 1881 : La Littérature orale de la Haute-Bretagne
- 1882 : Les Traditions et superstitions de la Haute-Bretagne
- 1883 : Contes de terre et de mer
- 1883 : Gargantua dans les traditions populaires
- 1885 : Les Coutumes populaires de la Haute-Bretagne
- 1885 : Questionnaire des croyances, légendes et superstitions de la mer
- 1886 : La Bibliographie des traditions populaires des Frances d’Outremer
- 1886 : La langue bretonne, limites et statistique
- 1886 : Légendes chrétiennes de la Haute-Bretagne
- 1886 : Devinettes de la Haute-Bretagne
- 1887 : Les Instructions et questionnaires de la société
- 1887 : Les Coquilles de mer
- 1887 : Légendes locales de la Haute-Bretagne : les Margot la fée
- 1887 : Notes sur la mer et la météorologie maritime
- 1888 : Notes sur les traditions et superstitions de la Haute-Bretagne
- 1888 : Blason populaire de la Haute-Bretagne
- 1888 : L’Imagerie populaire en Bretagne
- 1889 : Les Héros populaire en Haute-Bretagne
- 1890 : Molière et les traditions populaires
- 1891 : Les Traditions et superstitions de la Boulangerie
- 1891 : Contes de marins : le diable et les animaux à bord
- 1891 : Contes de marins
- 1892 : Les Femmes et les traditions populaires
- 1892 : Additions aux coutumes, traditions et superstitions de la Haute-Bretagne
- 1892 : Les Incidents des contes populaires de la Haute-Bretagne
- 1892 : Contes de la Haute-Bretagne : Les chercheurs d’aventures, le diable et ses hôtes
- 1893 : Ustensiles et bibelots populaires
- 1893 : Le Tabac dans les superstitions et les coutumes
- 1894 : Les Travaux publics et les mines dans les traditions et superstitions de tous les pays
- 1894 : Contributions à l’étude des contes populaires
- 1894 : Livres et images populaires
- 1894 : Légendes du pays de Paimpol
- 1894 : Dix contes de la Haute-Bretagne
- 1894 : Bibliographie des traditions de la Bretagne
- 1895 : Contes de prêtres et de moines
- 1895 : Ercé près Liffré et le château du Bordage
- 1895 : Légendes et curiosités des métiers
- 1896 : Contes espagnols
- 1897 : Annuaire de Bretagne
- 1897 : Petite légende doré de la Haute-Bretagne
- 1898 : Literatura oral de Auvernia (Littérature orale de l’Auvergne)
- 1899 : Légendes locales de la Haute-Bretagne
- 1899 : La Bretagne enchantée
- 1900 : La Veillée de Noël
- 1900 : Contes des landes et des grèves
- 1900 : Les Coquillages de mer
- 1900 : Légendes locales de la Haute-Bretagne
- 1901 : Le Folklore des pêcheurs
- 1902 : La Mer fleurie
- 1903 : Les Traditions populaires en Anjou
- 1904 : Les Paganismes
- 1904-1906 : Le Folklore de France